# Douglass North
Douglass Cecil North (Cambridge, 5 de novembre de 1920 - Benzonia, Michigan, 23 de novembre de 2015) fou un economista, historiador i professor universitari estatunidenc guardonat amb el Premi del Banc de Suècia de Ciències Econòmiques l'any 1993.

## Biografia
Va néixer el 5 de novembre de 1920 a la ciutat de Cambridge, població situada a l'estat nord-americà de Massachusetts. Va estudiar història a la Universitat de Berkeley a Califòrnia, on es graduà el 1942, i després de participar activament a la Segona Guerra Mundial realitzà el seu doctorat en economia l'any 1952.
Va iniciar les seves investigacions a la Universitat de Washington, situada a la ciutat de Seattle. Després de treballar a l'Oficina Nacional d'Investigació Econòmica va esdevenir professor a la Universitat Washington de Saint Louis (Missouri).

## Recerca econòmica
North pensava que els canvis institucionals són més rellevants que els tecnològics per a explicar el desenvolupament econòmic. Factors polítics, socials i econòmics incideixen sobre les institucions i els grups socials; són aquells grups que ocupen posicions socials dominants els quals, si detecten que les institucions no responen als seus interessos, forcen els canvis. Va contrastar i va confirmar aquesta hipòtesi amb casos d'història contemporània nord-americana i de la història europea des de l'edat mitjana fins a la Revolució Industrial, observant com les institucions proporcionen una infraestructura que serveix als éssers humans per crear un ordre i reduir la incertesa.
L'any 1993 fou guardonat amb el Premi del Banc de Suècia de Ciències Econòmiques, juntament amb Robert Fogel, per la seva renovació de la investigació en història econòmica, a partir de l'aplicació de tècniques quantitatives per explicar els canvis econòmics i institucionals.

## Obra seleccionada
- 1961: The Economic Growth of the United States, 1790–1860
- 1971: Institutional Change and American Economic Growth, amb Lance Davis
- 1973: The Rise of the Western World: A New Economic History, amb Robert Thomas
- 1974: Growth and Welfare in the American Past
- 1981: Structure and Change in Economic History
- 1990: Institutions, Institutional Change and Economic Performance
- 1996: Empirical Studies in Institutional Change
- 2005: Understanding the Process of Economic Change